# 9793 Torvalds
9793 Torvalds là một tiểu hành tinh được phát hiện ngày 16 tháng 1 năm 1996 bởi Spacewatch.
Tiểu hành này được đặt tên của Linus Torvalds, người đã tạo ra Linux.